# Сардай (притока Ками)
Сарда́й (рос. Сардай) — річка на південному сході Кіровської області, ліва притока річки Кама. Протікає територією Афанасьєвського району.
Річка бере початок на схилах Верхньокамської височини на південь від колишнього присілку Сіленки. Верхня течія спрямована на південний схід, середня на схід, а нижня — на північний схід. Впадає до Ками навпроти присілку Фіфілята. Береги заліснені, місцями заболочені. Приймає декілька дрібних приток, найбільша з яких права Полуденний Сардай.
Над річкою не розташовано населених пунктів.